# Турнон, Элен де
Элен де Турнон (фр. Hélène de Tournon; 1559, Турнон-сюр-Рон — июль 1577, Льеж) — придворная дама королевы Маргариты Наваррской.

## Биография
Младшая дочь Жюста II де Турнона (ум. 1564), графа де Руссильон, и Клод де Латур де Тюренн (ум. 1591).
Печальная история Элен де Турнон описана в «Мемуарах» королевы Наваррской. Девочкой Элен воспитывалась в родовом замке Турнон, на берегу Роны. Когда ее старшая сестра Клодин в 1564 году вышла замуж за бургундского дворянина на испанской службе Филибера де Ри, барона де Балансона, то упросила мать «отпустить с ней свою [младшую] сестру, м-ль де Турнон, чтобы принять на себя заботу о ее воспитании и находиться в обществе родственницы в стране, столь удаленной от родного дома».
Элен де Турнон пробыла в графстве Бургундском несколько лет, превратившись в девушку замечательной красоты. По словам королевы Наваррской, «она была более чем прекрасна; ее совершенная красота отражала ее добродетель и притягивала внимание». 
Старший брат Филибера Марк де Ри, позднее ставший маркизом де Варамбон, жил с ними в одном доме, и готовился к церковной карьере, «но, часто бывая в обществе м-ль де Турнон, страстно влюбился в нее».

Не имея больших обязательств перед церковью, он захотел жениться на девушке. О своих намерениях он известил и ее саму, и ее родственников. Последние одобрили его желание, но его брат, господин де Балансон, полагая, что от него будет больше пользы в случае, если он станет клириком, начал препятствовать этому, склоняя его надеть длинное облачение.— Маргарита де Валуа. Мемуары, с. 118
Мадам де Турнон, придворная дама Маргариты Наваррской, женщина суровая, была оскорблена колебаниями будущего жениха, и приказала дочери вернуться домой, после чего регулярно изводила ее попреками и криком, так, что «у девушки от слез никогда не просыхали глаза».
Желая скорее избавиться от материнской тирании, Элен поступившая на службу к королеве Марго в качестве придворной дамы, очень обрадовалась, узнав о поездке своей госпожи в Нидерланды, ибо рассчитывала встретиться там с Варамбоном, входившим в ближайшее окружение дона Хуана Австрийского, и выйти за него замуж.
20 июля 1577 королева Марго со свитой прибыла в Намюр. Там Элен, как и рассчитывала, встретила обоих братьев, но Варамбон сделал вид, что вовсе с ней не знаком, а Балансон, который, по словам Маргариты, в отличие от маркиза, «не обладая столь приятной внешностью (даже близко)», всячески добивался ее внимания.

Отчаяние, сожаление, печаль разрывали ей сердце, а ведь ей, наоборот, приходилось изображать хорошее настроение, когда он [Варамбон]  находился рядом, не показывая, что она чем-то расстроена. Вскоре после того, как братья покинули наш корабль и простились с нами, с м-ль де Турнон случился такой сердечный приступ, что она кричала при каждом вздохе, как будто испытывала смертельные боли. Поскольку не было иной причины ее несчастья, смерть боролась с юностью восемь или десять дней и, вооруженная разочарованием, осталась в итоге победителем...— Маргарита де Валуа. Мемуары, с. 118

...как только наше судно начало удаляться от берега, м-ль де Турнон, дочь моей гофмейстерины мадам де Турнон, весьма добродетельная и прелестная девушка, которую я очень любила, оказалась во власти непонятной тоски и вскоре зашлась громким криком из-за ужасной боли, которую она испытывала и которая сжала ее сердце так, что врачи не нашли какого-либо способа помочь ей.— Маргарита де Валуа. Мемуары, с. 114
Вскоре по прибытии королевы в Льеж (24 июля), Элен де Турнон скончалась.
Похороны были организованы со всеми возможными почестями, положенными особе столь высокого ранга, к тому же состоявшей в родстве с королевой Франции. Гроб несли четыре дворянина, один из которых, виночерпий Маргариты, некий Лабюсьер, был давно тайно влюблен в Элен, но не смел открыться из уважения к ее добродетели и по причине неравенства в их положении.
Тем временем Варамбон, оказавшись вдали от Элен, снова воспылал к ней страстью, и решился ехать в Льеж, чтобы просить у ее матери руки девушки, «доверившись, возможно, своей удачливости, которая помогала ему быть любимым всеми, на кого он обращал свое внимание». Добившись позволения дона Хуана, он прибыл в Льеж, где путь ему преградила похоронная процессия. Прохожий сказал маркизу, что хоронят Элен де Турнон.

От этих слов он лишился чувств и упал с лошади. Его отнесли в ближайший дом, думая, что он скончался. Я уверена, что душа его, пребывая в такой крайности и желая только справедливости, готова была соединиться с душой м-ль де Турнон в смерти, поскольку в земной жизни она опоздала это сделать, и, отправившись в иной мир просить прощения у другой, которая оказалась там по причине пренебрежительного отношения, оставила тело маркиза на какое-то время без признаков жизни. Вернувшись оттуда, она оживила его снова, чтобы дать ему еще раз пережить Смерть, поскольку он недостаточно был наказан за свою неблагодарность.— Маргарита де Валуа. Мемуары, с. 119
Достоверность этой истории остается на совести Маргариты де Валуа.

## Отражение в беллетристике
История Элен де Турнон получила некоторый резонанс. Считается, что на нее намекает Шекспир в одной из сцен комедии «Тщетные усилия любви», и шекспироведы полагают, что под влиянием этой истории сформировался образ Офелии. Остается загадкой, откуда английскому драматургу стало известно об Элен де Турнон, ибо «Мемуары» королевы Наваррской были опубликованы только в 1628 году. Предположительно, он мог узнать о ней от знакомых дворян, побывавших во Франции, или участвовавших в Восьмидесятилетней войне в составе английского экспедиционного корпуса.
Позднее рассказ королевы Марго использовала мадам де Лафайет при создании «Принцессы Клевской», первого психологического романа в европейской литературе.

## Память
На родине Элен в городе Турнон-сюр-Рон есть авеню Элен де Турнон, а в составе экспозиции замка Турнон, одного из красивейших в Ардеше, есть так называемая «комната Элен де Турнон», представляющая собой реконструкцию комнаты знатной девушки XVI века.